# آبل باررا هرناندز
آبل باررا هرناندز (انگلیسی: Abel Barrera Hernández؛ زادهٔ ۱۰ آوریل ۱۹۶۰) فعال حقوق بشر و انسان‌شناس اهل مکزیک است.
در سال ۱۹۹۴ او مرکز حقوق بشر کوه تلاچینولان در گررو را بنیاد گذاشت.
وی همچنین برندهٔ جوایزی از عفو بین‌الملل و همچنین جایزه حقوق بشر رابرت اف. کندی شده‌است.
مرکز حقوق بشر کوه تلاچینولان در سال ۲۰۰۷ جایزه بیناد مک آرتور را که بالغ بر ۵۵۰۰ دلار بود برد.
تا سال ۲۰۱۰ مرکز تلاچینولان بیش از بیست عضو اصلی داشت و سالانه حدود ۱۵۰۰ شکایت حقوق بشر را پیگیری می‌کرد.